# Liste der ägyptischen Tempel

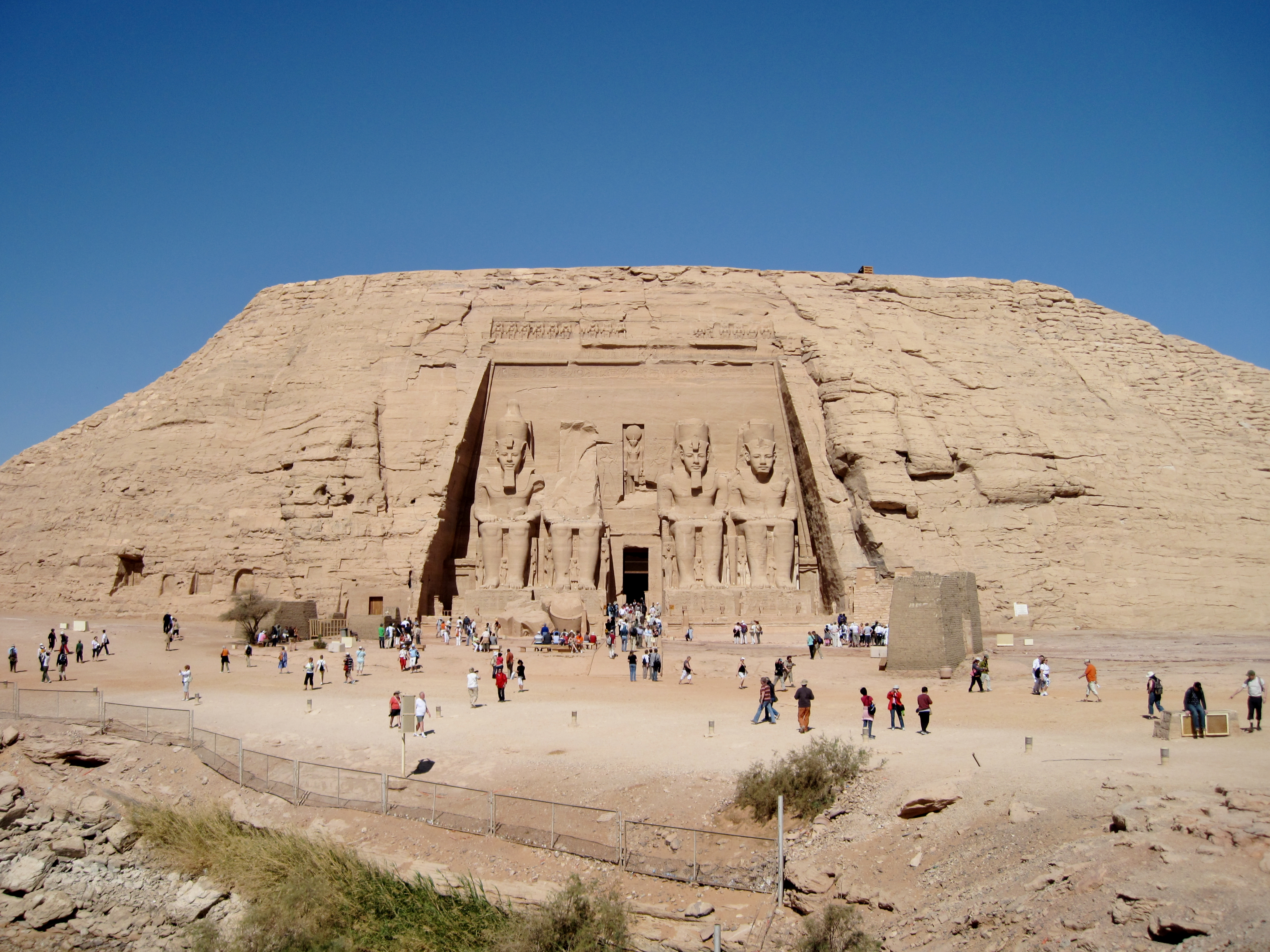
Großer Tempel von Abu Simbel

Die Liste der ägyptischen Tempel enthält alle eigenständigen Tempelbauten des Alten Ägypten, die heute noch erhalten sind. Sie umfasst auch Bauwerke, die von ägyptischen Pharaonen in Nubien errichtet wurden und somit nicht auf dem heutigen Staatsgebiet Ägyptens, sondern im Sudan liegen. Nicht aufgelistet sind Tal- und Totentempel von Pyramidenanlagen sowie Sonnenheiligtümer. Für diese Anlagen siehe unter Liste der ägyptischen Pyramiden und Sonnenheiligtum (Altes Ägypten).

## Nubien
| Ort                           | Tempel                                          | verehrte Gottheit(en)                              | Bauzeit                                     | Anmerkungen |
| ----------------------------- | ----------------------------------------------- | -------------------------------------------------- | ------------------------------------------- | --- |
| Gebel Barkal                  | Amun-Tempel                                     | Amun                                               | 18. Dynastie                                | Errichtet von Thutmosis III. |
| Gebel Barkal                  | Mut-Tempel                                      | Mut                                                | 25. Dynastie                                | Von Taharqa über einem Vorgängerbau aus dem Neuen Reich errichtet. |
| Sanam                         | Tempel des Amun-Re                              | Amun-Re                                            | 25. Dynastie                                | Errichtet von Taharqa. |
| Kawa                          | Tempel T                                        | Amun                                               | 25. Dynastie                                | Erbaut von Taharqa. |
| Kawa                          | Tempel A                                        | Amun                                               | 18. Dynastie                                | Von Tutanchamun über einem älteren Vorgängerbau errichtet. |
| Kawa                          | Tempel B                                        | Amun                                               | Meroitische Zeit                            | |
| Tabo (Insel Argo)             | Amun-Tempel                                     | Amun                                               | 25. Dynastie                                | Erbaut von Taharqa, heute völlig zerstört. |
| Sesebi                        | Amun-Re-Heiligtum                               | Amun-Re                                            | 18. Dynastie                                | Von Amenophis IV./Echnaton vor der Einführung seines neuen Aton-Kultes errichtet. Die Opfertischräume der drei Heiligtümer sind durch Korridore miteinander verbunden. Die drei Tempel teilen sich einen gemeinsamen großen Hof. |
| Sesebi                        | Mut-Heiligtum                                   | Mut                                                | 18. Dynastie                                | Von Amenophis IV./Echnaton vor der Einführung seines neuen Aton-Kultes errichtet. Die Opfertischräume der drei Heiligtümer sind durch Korridore miteinander verbunden. Die drei Tempel teilen sich einen gemeinsamen großen Hof. |
| Sesebi                        | Chons-Heiligtum                                 | Chons                                              | 18. Dynastie                                | Von Amenophis IV./Echnaton vor der Einführung seines neuen Aton-Kultes errichtet. Die Opfertischräume der drei Heiligtümer sind durch Korridore miteinander verbunden. Die drei Tempel teilen sich einen gemeinsamen großen Hof. |
| Sesebi                        | Sonnenheiligtum                                 | Aton                                               | 18./19. Dynastie                            | Von Echnaton nach der Einführung seines neuen Aton-Kultes errichtet und später von Sethos I. zu einem Millionenjahrhaus umgebaut.                                                                                                |
| Soleb                         | Tempel von Soleb                                | Amun, Amenophis III.                               | 18. Dynastie                                | Von Amenophis III. errichtet. Größter ägyptischer Tempel südlich von Theben. |
| Sedenga                       |                                                 | Teje                                               | 18. Dynastie                                | Von Amenophis III. für die vergöttlichte Königin Teje errichtet. |
| Gebel Doscha                  | Felskapelle                                     | ?                                                  | 18. Dynastie                                | Von Thutmosis III. errichtet. |
| Amara-West                    | Amun-Tempel                                     | Amun                                               | 19. Dynastie                                | Von Ramses II. vermutlich auf einem älteren Vorgängerbau errichtet. |
| Semna-West                    |                                                 | Dedun, Sesostris III.                              | Mittleres Reich/18. Dynastie                | Im Mittleren Reich begonnen, unter Thutmosis I., Thutmosis III. und Hatschepsut erneuert und umgebaut. Der gesamte Tempel befindet sich heute im Nationalmuseum des Sudan in Khartum.                                            |
| Kumma, Semna-Ost              |                                                 | Chnum, Sesostris III., Dedun, Anuket               | Mittleres Reich{18. Dynastie                | Während der 18. Dynastie durch Umbauten stark verändert. Der gesamte Tempel befindet sich heute im Nationalmuseum des Sudan in Khartum.                                                                                          |
| Uronarti                      |                                                 | Dedun, Month                                       | 18. Dynastie                                | Von Thutmosis III. errichtet. |
| Mirgissa                      |                                                 | ?                                                  | 12. Dynastie                                | |
| Mirgissa                      | Hathor-Kapelle                                  | Hathor                                             | Neues Reich                                 | |
| Buhen                         | südlicher Tempel                                | Horus von Buhen                                    | 18. Dynastie                                | Erbaut von Hatschepsut und Thutmosis III. Der gesamte Tempel befindet sich heute im Nationalmuseum des Sudan in Khartum. |
| Buhen                         | nördlicher Tempel                               | Isis                                               | 18. Dynastie                                | Erbaut von Amenophis II. |
| Akscha, Serra-West            | Akscha-Tempel                                   | Amun, Re, Ramses II.                               | 19. Dynastie                                | Ein erhaltener Tempelrest befindet sich heute im Nationalmuseum des Sudan in Khartum. |
| Faras                         | Felsentempel                                    | Hathor von Ibschek                                 | Anfang 18. Dynastie                         | Kapelle zur Regierungszeit von Tutanchamun und Ramses II. erweitert. Mehrere hundert Steinblöcke stammen von Buhen-Tempel. |
| Faras                         | Tempel                                          |                                                    | 18. Dynastie                                | Von Tutanchamun erbaut. Heute zerstört und vom Nasser-See überflutet. |
| Abahuda                       | Felsentempel                                    | Amun-Re, Thot                                      | 18. Dynastie                                | Erbaut durch Haremhab |
| Abu Simbel                    | Großer Tempel                                   | Amun-Re, Horus von Mehu, Ptah, Ramses II.          | 19. Dynastie                                | Erbaut durch Ramses II. Wegen des Baues des Assuan-Hochdamms zwischen 1964 und 1968 vollständig abgetragen und an einer höher gelegenen Stelle wieder aufgebaut.                                                                 |
| Abu Simbel                    | Kleiner Tempel                                  | Hathor von Ischbek, Nefertari                      | 19. Dynastie                                | Erbaut durch Ramses II. für seine Gemahlin Nefertari. Wegen des Baues des Assuan-Hochdamms zwischen 1964 und 1968 vollständig abgetragen und an einer höher gelegenen Stelle wieder aufgebaut.                                   |
| Qasr Ibrim                    | Kleiner Steintempel                             |                                                    | Neues Reich                                 | Von Taharqa mit Lehmziegeln ausgebessert und von frühen Christen in Kirche umgewandelt. |
| Aniba                         | Horus-Tempel                                    | Horus von Mi'am                                    | 18. Dynastie                                | Wohl auf einem älteren Vorgängerbau errichtet, heute kaum noch erhalten. |
| Ellesija                      | Felsenkapelle                                   | Horus von Mi'am, Satet, Thutmosis III.             | 18. Dynastie                                | Errichtet durch Thutmosis III. 1966 abgetragen und im Museo Egizio in Turin wieder aufgebaut. |
| Derr                          | Felsentempel                                    | Amun-Re, Ptah, Re-Harachte, Ramses II.             | 19. Dynastie                                | Erbaut durch Ramses II. Wegen des Baues des Assuan-Hochdamms ab 1964 vollständig abgetragen und in Neu-Amada teilweise wieder aufgebaut.                                                                                         |
| Amada                         | Tempel von Amada                                | Amun-Re, Re-Harachte                               | 18. Dynastie                                | Von Thutmosis III, und Amenophis II. vermutlich auf einem Vorgängerbau Sesostris' III. errichtet. Wegen des Baues des Assuan-Hochdamms zwischen 1964 und 1965 auf Schienen zu einem höher gelegenen Punkt versetzt.              |
| Wadi es-Sebua                 | Felsenkapelle                                   | Horus                                              | 18. Dynastie                                | Erbaut durch Amenophis II. |
| Wadi es-Sebua                 | Felsentempel                                    | Amun-Re, Re-Harachte, Ramses II.                   | 19. Dynastie                                | Erbaut durch Ramses II. Wegen des Baues des Assuan-Hochdamms 1964 um vier Kilometer nach Westen verlegt. |
| Hiera Sykaminos, Al-Maharraqa | Isis- und Serapistempel                         | Isis, Serapis                                      | Ptolemäische und römische Zeit              | Der Tempel blieb unvollendet. 1961 wurde er in die Nähe von Wadi es-Sebua verlegt. |
| Dakka, Pselchis               | Thot-Tempel                                     | Thot von Pnubs                                     | Meroitische, ptolemäische und römische Zeit | Vom äthiopischen König Ergamenes an der Stelle eines Vorgängerbaus aus der 18. Dynastie errichtet, durch Ptolemaios VIII., Augustus und Tiberius erweitert. 1961 in die Nähe von Wadi es-Sebua verlegt.                          |
| Gerf Hussein                  | Felsentempel                                    | Ptah von Memphis, Ptah-Tatenen, Hathor, Ramses II. | 19. Dynastie                                | Errichtet durch den Vizekönig von Kusch Setau. 1964 nur zum Teil nach Elephantine verlegt, der Rest des Tempels versank im Nasser-Stausee.                                                                                       |
| Dendur, Tutzis                | Tempel von Dendur                               | Isis, Osiris, Pediese, Pahor                       | Römische Zeit                               | Durch den römischen Statthalter Petronius errichtet. Wegen des Baues des Assuan-Hochdamms 1962 abgetragen und im Metropolitan Museum of Art in New York City wieder aufgebaut.                                                   |
| Kalabscha, Talmis             | Mandulis-Tempel                                 | Mandulis, Isis                                     | Ptolemäische und Römische Zeit              | Errichtet durch Ptolemaios VIII., unter Augustus durch einen größeren Neubau ersetzt. 1961–1963 abgetragen und nahe Philae wieder aufgebaut.                                                                                     |
| Bet el-Wali                   | Felsentempel                                    | Amun-Re, Re-Harachte, Chnum, Anukis, Ramses II.    | 19. Dynastie                                | Errichtet durch Ramses II. Nahe Philae wieder aufgebaut. |
| Taffa (Tempel), Taphis        | Nordtempel                                      | ?                                                  | Römische Zeit                               | Errichtet unter Augustus. Befindet sich seit 1978 in Leiden. |
| Taffa (Tempel), Taphis        | Südtempel                                       | ?                                                  | Römische Zeit                               | Errichtet unter Augustus. |
| Kertassi                      | Kiosk                                           | ?                                                  | Ptolemäisch-römische Zeit                   | Diente vielleicht als Barkenstation für die Isis von Philae. Befindet sich heute nahe dem wieder aufgebauten Tempel von Kalabscha.                                                                                               |
| Debod                         | Amun-Kapelle                                    | Amun, später Isis                                  | Meroitische/Ptolemäische Zeit               | Errichtet durch den Meroiterkönig Azekheramun, unter Ptolemaios VIII. erweitert und nun der Isis gewidmet. Der Tempel befindet sich heute in Madrid.                                                                             |
| Bigeh                         | Tempel für Isis und Osiris, Abaton (Osirisgrab) | Isis, Osiris                                       | Griechisch-römische Zeit                    | Auf der Ostseite der Insel befinden sich die Überreste eines kleinen Tempels. Die Insel galt als Grabstätte des Osiris und Quelle des Nils.                                                                                      |
| Philae                        | Isis-Tempel                                     | Isis, Hathor                                       | 30. Dynastie                                | Älteste erhaltene Belege stammen von Nektanebos I. Gewaltsame Schließung 535/37 durch Kaiser Justinian I. 1972 Umzug auf die Insel Agilkia.                                                                                      |

## Südliches Oberägypten
| Ort                         | Tempel                               | verehrte Gottheit(en)                           | Bauzeit             | Anmerkungen |
| --------------------------- | ------------------------------------ | ----------------------------------------------- | ------------------- | --- |
| Elephantine                 | Chnum-Tempel                         | Chnum                                           | 18. Dynastie        | Begonnen in Thutmosidenzeit. Letzter Bau stammt von Nektanebos II.                                                                                                  |
| Elephantine                 | Satis-Tempel                         | Satis                                           | Frühzeit            | Höhlenheiligtum aus Frühzeit, Neubau in 6. Dynastie, Ausbau unter Antef II., Neubau unter Mentuhotep II., Sesostris I., Hatschepsut und Ptolemaios II./IV./VIII.    |
| Elephantine                 | Heqaib-Heiligtum                     |                                                 | 12. Dynastie        | Errichtet von Sarenput I. in der Zeit von Sesostris I., weitere Schreine von Sarenput II. und Nachfolgern. Stationskapellen von Amenhotep III. und Ramses II.       |
| Assuan                      | Isis-Tempel                          | Isis                                            | Ptolemäerzeit       | Unter Ptolemäus III. und IV. erbaut und dekoriert. |
| Assuan                      | Kleiner römischer Tempel             | Chnum, Satet, Anukis                            | Römische Zeit       | Unter Kaiser Domitian erbaut und von Nerva vollendet. |
| Kom Ombo                    | Doppeltempel                         | Sobek, Haroeris                                 | Ptolemäerzeit       | Begonnen unter Ptolemaios VI. auf Vorgängerbauten des Mittleren und Neuen Reiches. Dekoration bis ins 3. Jahrhundert n. Chr. bearbeitet, jedoch nie fertiggestellt. |
| Silsila-West                | Felstempel des Haremhab              | Amun, Mut, Chons, Sobek, Taweret                | 18. Dynastie        | Erbaut unter Haremhab. Weitere Felsstelen und Felskapellen aus dem Neuen Reich.                                                                                     |
| Edfu                        | Horus-Tempel                         | Horus                                           | Ptolemäerzeit       | Begonnen von Ptolemaios III., beendet von Ptolemaios XII. |
| Wadi Mia, Kanais            | Kleiner Felstempel                   | Horus, Isis, Amun, Osiris, Ptah und Re-Harachte | 19. Dynastie        | Angelegt von Sethos I. |
| Hierakonpolis, Kom el-Ahmar | Horus-Tempel                         | Horus                                           | Prädynastische Zeit | Urheiligtum aus Frühzeit, dann Ziegeltempel aus frühem Altem Reich. Aus Neuem Reich stammt Umfassungsmauer.                                                         |
| El-Kab                      | Nechbet-Tempel                       | Nechbet                                         | 2. Dynastie         | Entwicklung von 2. Dynastie bis in Römerzeit. Haupttempel vollkommen zerstört.                                                                                      |
| Esna, Latopolis             | Chnum-Tempel                         | Chnum                                           | 18. Dynastie        | Aus Ruinen eines Heiligtum aus 18. Dynastie errichtet. Neubau unter Ptolemaios VI. und VIII. Pronaos unter Kaiser Claudius begonnen und unter Decius beendet.       |
| Gebelein                    | Hathor-Tempel                        | Hathor                                          | 3. Dynastie         | Nur noch einzelne Steinfragmente auf östlichem Hügel erhalten. Tempel fand noch in gr.-röm. Zeit Verwendung und wurde dann zur Kalkgewinnung abgebaut.              |
| At-Tud, Tuphim              | Month-Tempel                         | Month                                           | Altes Reich         | Bautätigkeiten in 5. und 11. Dynastie. Neubau unter Sesostris I. Erweiterung durch Thutmosis III., Ptolemaios IV. und Ptolemaios VIII.                              |
| Dahamscha, El-Mahamid Qibly | Sobek-Heiligtum                      | Sobek                                           | 18. Dynastie        | In antiken Quellen als „Sumenu“ bekannt. |
| Hermonthis, Armant          | Tempel des Month-Re und der Rat-taui | Month-Re, Rat-taui                              | Mittleres Reich     | Vorgängerbau von Mentuhotep III., Tempelblöcke aus der Zeit Sesostris III., Pylon von Thutmosis III.                                                                |

## Theben

### Ostufer
| Ort    | Tempel                     | verehrte Gottheit(en) | Bauzeit         | Anmerkungen |
| ------ | -------------------------- | --------------------- | --------------- | --- |
| Karnak | Karnak-Tempel/Amun-Bezirk  | Amun                  | Mittleres Reich | Erster größerer Tempel von Sesostris I., kontinuierlicher Ausbau im Neuen Reich. Restauration des Chons-Tempels unter Ramses III. Letzte Bauten in Ptolemäerzeit.                                                                                 |
| Karnak | Karnak-Tempel/Month-Bezirk | Month                 | 18. Dynastie    | Errichtet von Amenhotep III. |
| Karnak | Karnak-Tempel/Mut-Bezirk   | Mut                   | 18. Dynastie    | Mut-Tempel von Sethos II. erbaut. Benachbarter Kamuteftempel stammt von Hatschepsut. |
| Karnak | Aton-Heiligtum             | Aton                  | 18. Dynastie    | Von Echnaton errichtet und nach Ende der Regierungszeit vollständig niedergerissen. Blöcke (Talatat) wurden als Füllmaterial für andere Bauwerke verwendet.                                                                                       |
| Luxor  | Luxor-Tempel               | Amun, Mut, Chons      | 12. Dynastie    | Thutmosis III. baute Stationskapelle im ersten Hof. Weitere Ausbauten unter Amenhotep III., Tutanchamun, Haremhab, Ramses II. und Nektanebos I. In Römerzeit Teil einer Festungsanlage, danach Bau von vier christlichen Kirchen auf dem Gelände. |

### Westufer
| Ort              | Tempel                                    | verehrte Gottheit(en)     | Bauzeit       | Anmerkungen |
| ---------------- | ----------------------------------------- | ------------------------- | ------------- | --- |
| „Thot“-Berg      | Month-Re-Kapelle                          | Month-Re                  | 11. Dynastie  | Erbaut von Mentuhotep III. |
| Qurna            | Totentempel Sethos’ I.                    |                           | 19. Dynastie  | Erbaut von Sethos I. Dekoration von Ramses II. fortgesetzt und abgeschlossen.                                                                                              |
| Deir el-Bahari   | Totentempel der Hatschepsut               |                           | 18. Dynastie  | Erbaut unter Hatschepsut. |
| Deir el-Bahari   | Totentempel des Thutmosis III.            |                           | 18. Dynastie  | Erbaut unter Thutmosis III. |
| Deir el-Bahari   | Hathorkapelle des Thutmosis III.          | Hathor                    | 18. Dynastie  | Erbaut unter Thutmosis III. |
| Deir el-Bahari   | Totentempel des Mentuhotep II.            |                           | 11. Dynastie  | Erbaut unter Mentuhotep II. |
| Deir el-Bahari   | Tempel der Ramessiden                     |                           | 20. Dynastie  | Millionenjahrhaus, begonnen von Ramses IV., weitergeführt von Ramses V. und Ramses VI., nicht vollendet.                                                                   |
|                  | Ramesseum                                 | Amun, Mut, Chons          | 19. Dynastie  | Errichtet von Ramses II. |
|                  | Totentempel Amenophis’ III. (Memnoneion)  | Ptah-Sokar-Osiris         | 18. Dynastie  | Errichtet von Amenophis III. |
| Deir el-Medina   | Hathortempel Sethos’ I.                   | Hathor                    | 19. Dynastie  | Ziegeltempel, errichtet von Sethos I. |
| Deir el-Medina   | Amuntempel Ramses’ II.                    | Amun                      | 19. Dynastie  | Errichtet von Ramses II. |
| Deir el-Medina   | Hathortempel Ramses’ II.                  | Hathor                    | 19. Dynastie  | Errichtet von Ramses II. |
| Deir el-Medina   | Hathortempel Ptolemaios’ IV.              | Hathor                    | Ptolemäerzeit | Begonnen von Ptolemaios IV., vollendet von Ptolemaios VI. und VIII. |
|                  | Totentempel des Amenophis (Sohn des Hapu) |                           | 18. Dynastie  | Errichtet zur Zeit von Amenhotep III. |
| Medinet Habu     | Tempel der 18. Dynastie                   | Amun-Re-Kamutef           | 18. Dynastie  | Von Hatschepsut begonnen, in ramessidischer und äthiopischer Zeit erweitert. Weiterer Pylon in Ptolemäerzeit errichtet. Vorhalle mit Vorhof unter Antoninus Pius begonnen. |
| Medinet Habu     | Totentempel des Ramses III.               | Amun, Month, Osiris, Ptah | 19. Dynastie  | Errichtet von Ramses III. In Spätzeit Anlage von Gräbern und kleine Totenkultkapellen der Gottesgemahlinnen des Amun.                                                      |
| Qasr el-Aguz     | Thot-Tempel                               | Thot                      | Ptolemäerzeit | Von Ptolemaios VIII. gestiftet. |
| Deir el-Schelwit | Tempel der Isis und des Month             | Isis, Month               | Römische Zeit | |

## Nördliches Oberägypten
| Ort                       | Tempel                            | verehrte Gottheit(en)               | Bauzeit       | Anmerkungen                                                                                                  |
| ------------------------- | --------------------------------- | ----------------------------------- | ------------- | --- |
| Medamud                   | Month-Tempel                      | Month                               | Altes Reich   | Frühes Doppelheiligtum, erster größerer Tempel von Sesostris III. errichtet, Überbau aus ptolemäischer Zeit. |
| Qus                       | Tempel des Haroeris und der Heket | Haroeris, Heket                     | Ptolemäerzeit | |
| Qus                       | Tempel der Mut und Isis           | Mut, Isis                           | Römische Zeit | |
| Koptos, Quft              | Min-Tempel                        | Min                                 | Altes Reich   | Heute völlig zerstört.                                                                                       |
| El-Qala                   | Isis-Tempel                       | Isis                                | Römische Zeit | Stammt aus der Zeit von Kaiser Claudius.                                                                     |
| Dendera                   | Hathor-Tempel                     | Hathor                              | 6. Dynastie   | Heutiger Tempel unter letzten Ptolemäern und ersten römischen Kaisern errichtet.                             |
| Hiw, Diospolis Parva      | Ptolemäischer Tempel              | Hathor-Bat                          | Ptolemäerzeit | |
| Hiw, Diospolis Parva      | Römischer Tempel                  | Amun                                | Römische Zeit | Entstand in der Zeit von Kaiser Nerva.                                                                       |
| Abydos                    | Tempel des Osiris-Chontamenti     | Chontamenti, ab 12. Dynastie Osiris | 1. Dynastie   | Erbaut in Kom el-Sultan.                                                                                     |
| Abydos                    | Totentempel des Sethos I.         | Osiris                              | 19. Dynastie  | Erbaut von Sethos I.                                                                                         |
| Abydos                    | Osireion                          | Osiris                              | 19. Dynastie  | Erbaut von Sethos I., von Merenptah vollendet.                                                               |
| Abydos                    | Tempel Ramses II.                 | Osiris                              | 19. Dynastie  | Erbaut von Ramses II.                                                                                        |
| Achmim, Panopolis         | Tempel des Min und der Triphis    | Min, Triphis                        |               | Galt bei arabischen Schriftstellern als Weltwunder, 1350 n. Chr. zerstört und als Baumaterial verwendet.     |
| Athribis, Wannina         | Triphis-Tempel                    | Triphis                             | Ptolemäerzeit | Stammt aus Zeit von Ptolemaios VIII., Geburtshaus unter Ptolemaios XII. errichtet.                           |
| Qaw el-Kebir, Antaeopolis | Kalksteintempel                   | Perseus                             | Ptolemäerzeit | Erbaut von Ptolemaios IV. und Arsinoe.                                                                       |

## Mittelägypten
| Ort                                        | Tempel                             | verehrte Gottheit(en)              | Bauzeit         | Anmerkungen                                                                                |
| ------------------------------------------ | ---------------------------------- | ---------------------------------- | --------------- | ------------------------------------------------------------------------------------------ |
| Tell el-Amarna                             | Aton-Tempel                        | Aton                               | 18. Dynastie    | Erbaut von Echnaton. Unter Ramses II. abgetragen, heute nur noch Fundamentgräben sichtbar. |
| Hermopolis                                 | Thot-Tempel, Amun-Tempel           | Thot, Amun                         | Altes Reich     |                                                                                            |
| Tuna el-Gebel                              | Zwei Kapellen                      | Thot                               | Ptolemäerzeit   | Gestiftet von Ptolemaios I.                                                                |
| Speos Artemidos, Istabl Antar              | Felsenheiligtum der Pachet         | Pachet                             | Mittleres Reich | Ausgebaut und dekoriert unter Hatschepsut, Sanktuar unter Sethos I. dekoriert.             |
| Antinoupolis, Antinoe, Scheich Abade       | Tempelreste                        |                                    | 19. Dynastie    | Erbaut von Ramses II.                                                                      |
| El-Babein                                  | Kleine Felskapelle                 | Hathor                             | 19. Dynastie    | Erbaut von Merenptah.                                                                      |
| El-Hiba                                    | Amun-Tempel                        | Amun                               | 22. Dynastie    | Erbaut von Scheschonq I. und Osorkon I.                                                    |
| Ehnasja el-Medina, Herakleopolis           | Herischef-Tempel                   | Herischef                          | Mittleres Reich | Neubau unter Ramses II.                                                                    |
| Medinet el-Faijum, Krokodilopolis, Arsinoe | Sobek-Tempel                       | Sobek                              | 12. Dynastie    | Tempel nicht mehr erhalten.                                                                |
| Abgig, Begig                               | Kulthof mit Granitstele            | Monthre/Amunre und Ptah/Reharachte | 12. Dynastie    | Erbaut von Sesostris I.                                                                    |
| Medinet Madi, Narmuthis                    | Tempel der Renenutet und des Sobek | Renenutet, Sobek                   | 12. Dynastie    | Von Amenemhet III. und Amenemhet IV. beschriftet und dekoriert.                            |
| Biahmu                                     | Statuenheiligtum                   |                                    | 12. Dynastie    | Errichtet von Amenemhet III.                                                               |
| Qasr Qarun, Dionysias                      | Tempel mit hoher Außenmauer        | Sobek                              | Ptolemäerzeit   | Noch weitere ptolemäische Tempel in Umgebung.                                              |
| Qasr es-Sagha                              | Tempel aus Kalksandstein           | Sobek                              | 12. Dynastie    | Unfertiger Tempel.                                                                         |

## Memphis
| Ort     | Tempel       | verehrte Gottheit(en)       | Bauzeit     | Anmerkungen |
| ------- | ------------ | --------------------------- | ----------- | --- |
| Memphis | Ptah-Tempel  | Ptah, Apis, Sachmet, Hathor | Altes Reich | Tempel wurde vom Alten Reich bis in römische Zeit mehrmals erweitert und erneuert, wichtigste Bauphase in Ramessidenzeit. Ziegelumwallung stammt aus späterer Zeit. Heute nur noch einzelne Blöcke des Tempels erhalten. |
| Gizeh   | Sphinxtempel | vermutlich Harmachis        | 4. Dynastie | Erbaut von Cheops oder Chephren. |

## Delta
| Ort                           | Tempel                           | verehrte Gottheit(en)                | Bauzeit                      | Anmerkungen |
| ----------------------------- | -------------------------------- | ------------------------------------ | ---------------------------- | --- |
| Letopolis, Kom Ausim          | Horus-Tempel                     | Horus                                | Saitenzeit, 30. Dynastie     | Heute zerstört und von modernen Ansiedlungen überbaut.                                                                                              |
| Heliopolis                    | Tempel des Re-Harachte und Atum  | Re-Harachte, Atum                    | Altes Reich                  | Tempel und Stadt seit Altertum verfallen, Steine wurde zum Bau von Kairo benutzt.                                                                   |
| Tell el-Jahudije              |                                  |                                      | Mittleres Reich              | Ziegelumwallung mit Urhügel, Oberfläche unter Ramses II. eingeebnet und mit neuem Heiligtum überbaut.                                               |
| Bubastis, Tell-Basta          | Bastet-Tempel                    | Bastet                               | 22. Dynastie                 | Von Osorkon I. und Osorkon II. aus altem Baumaterial Ramses II. errichtet. Tempelhaus von Nektanebos II. neu gebaut.                                |
| Leontopolis, Tell el-Muqdam   | Miysis-Tempel                    | Miysis                               | Mittleres Reich              | Von Osorkon II. erneuert. |
| Tuch el-Qaramus               | Tempelumwallung                  |                                      | Griechisch-römische Zeit     | Gegründet von Philipp III. Arrhidaios. |
| Pharbaetus, Horbeit           | Harmerti-Tempel                  | Harmerti                             | Spätzeit                     | |
| Ezbet Ruschdi es-Saghira      | Ziegeltempel                     |                                      | 12. Dynastie                 | Von Amenemhet I. errichtet. |
| Auaris, Tell ed-Dab'a         | Seth-Tempel                      | Seth                                 | 18./19. Dynastie             | Tempel heute vollkommen abgetragen, Blöcke nach Tanis und anderen Orten im Nildelta verschleppt.                                                    |
| Pi-Ramesse, Qantir            | Tempel des Amun-Re-Harachte-Atum | Amun-Re-Harachte-Atum                | 19. Dynastie                 | Erbaut von Ramses II., ab 21. Dynastie unter Siamun und Psusennes I. abgetragen und als Baumaterial für Bubastis und Tanis verwendet.               |
| Tell Nabescha, Tell Fara'un   | Wadjet-Tempel                    | Wadjet                               | Mittleres Reich              | Heute existiert nur noch Hügel aus Granittrümmern.                                                                                                  |
| Tanis, Sa el-Hagar            | Amun-Tempel                      | Amun, Chons-Neferhotep, Horus, Anta  | 21./22. Dynastie             | Aus Blöcken verschiedener Epochen zusammengesetzt, von Psusennes I. begonnen und in Folgezeit erweitert.                                            |
| Mendes, Tell er-Rub'a         | Tempel des Ba-neb-djedet         | Ba-neb-djedet, Schu, Re, Geb, Osiris | 26. Dynastie                 | Erbaut von König Amasis, heute nur noch roter Granitnaos des Schu und einige Blöcke erhalten. Haupttempel hatte älteren Vorgänger aus 18. Dynastie. |
| Hermopolis parva, Baqlija     | Thottempel                       | Thot                                 |                              | Nur Reste mehrerer zerstörter Tempel erhalten. |
| Iseum, Behbeit el-Hagar       | Isis-Tempel                      | Isis                                 | Spätzeit                     | Als Nachfolger einer saitischen Anlage von Nektanebos II. begonnen und durch Ptolemaios III. abgeschlossen.                                         |
| Sebennytos, Samanmud          | Onuris-Schu-Tempel               | Onuris-Schu                          | 30. Dynastie                 | Erbaut von Nektanebos I. |
| Sais, Sa el-Hagar/Kom Farrays | Neith-Tempel                     | Neith                                | 26. Dynastie                 | Vorhalle unter Amasis erbaut. Tempel ist heute vollständig zerstört, genaue Lage ungewiss.                                                          |
| Buto, Ibtu, Tell el-Fara'in   | Wadjet-Tempel                    | Wadjet, Horus, Bastet                | 26. Dynastie                 | Möglicherweise unter Amasis erbaut, dann von den Persern zerstört und von den frühen Ptolemäern wiederaufgebaut. Heute keine Spuren mehr erhalten.  |
| Kom Firin                     | Tempelreste                      |                                      | Neues Reich und 26. Dynastie | |
| Kom el-Hisn                   | Sachmet-Hathor-Tempel            | Sachmet-Hathor                       | Mittleres Reich              | |
| Rosetta                       | Atum-Tempel                      | Atum                                 |                              | Nur noch vereinzelte Blöcke erhalten. |
| Canopus, Abukir               | Tempel der Isis und des Serapis  | Isis, Serapis                        | Ptolemäerzeit                | Wurde 391 n. Chr. zerstört. |
| Taposiris Magna, Abusir       | Osiris-Tempel                    | Osiris                               | Ptolemäerzeit                | Pylon und Steinumfassung noch erhalten, Tempelhaus zerstört.                                                                                        |

## Oasen

### Charga
| Ort                                | Tempel                            | verehrte Gottheit(en)         | Bauzeit                        | Anmerkungen                                                                                               |
| ---------------------------------- | --------------------------------- | ----------------------------- | ------------------------------ | --- |
| El-Charga                          | Hibis-Tempel                      | Amun                          | 26. Dynastie bis Ptolemäerzeit | Während der 26. Dynastie erbaut, durch Dareios I. und Dareios II. dekoriert, erweitert u. a. durch Hakor. |
| Nadura                             | Tempelruine                       |                               | Römerzeit                      | Erbaut unter Hadrian und Antoninus Pius.                                                                  |
| Ain at-Tarakwa                     | ?                                 |                               | Römerzeit                      | Sandsteintempel                                                                                           |
| Qasr ad-Dabaschiyya, Ain Tabaschir | Ziegeltempel                      |                               | Römerzeit                      | |
| Qasr al-Labacha                    | Heiligtum des Piyris              | Piyris, dem Horus angeglichen | 1./2. Jahrhundert n. Chr.      | |
| Qasr al-Labacha                    | Nordtempel                        | Amun                          | Römerzeit                      | Lehmziegeltempel                                                                                          |
| Ain al-Bilaida                     | Römischer Doppeltempel            |                               | Römerzeit                      | Lehmziegeltempel                                                                                          |
| Ain al-Bilaida                     | Nordwesttempel                    |                               | Römerzeit                      | Sandsteintempel                                                                                           |
| Ain Chanafis                       | Sandsteintempel                   |                               | Römerzeit                      | |
| Qasr el-Ghuweita                   | Amun-Tempel                       | Amun                          | 25. Dynastie bis Ptolemäerzeit | |
| Qasr Ain ez-Zaijan                 | Amun-Tempel                       | Amun von Hibis                | Ptolemäer- und Römerzeit       | Der Tempel ist bisher nicht näher erforscht worden.                                                       |
| Qasr Dusch                         | Ruinenkomplex einer Tempelfestung | Isis, Serapis, Horus          | Römerzeit                      | Erbaut unter Domitian, Hadrian und Trajan.                                                                |
| Ain Manawir                        | Lehmziegeltempel                  | Osiris-iw                     | Spätzeit bis römische Zeit     | 1994 entdeckt.                                                                                            |
| Ain Amur                           | Amun-Tempel                       | Amun                          | Römerzeit                      | Der Tempel wurde nicht fertiggestellt.                                                                    |

### Dachla
| Ort             | Tempel                              | verehrte Gottheit(en)    | Bauzeit                    | Anmerkungen                                                         |
| --------------- | ----------------------------------- | ------------------------ | -------------------------- | ------------------------------------------------------------------- |
| Deir el-Hagar   | Sandsteintempel                     | Amun, Amaunet, Chons     | Römerzeit                  | Erbaut unter Nero, Vespasian, Titus und Domitian.                   |
| Amheida         | Tempel des Thot                     | Thot                     | 23. Dynastie bis Römerzeit |                                                                     |
| Mut el-Charab   | Tempelreste                         | Seth                     | Neues Reich                | Der Tempel ist stark zerstört. Hier wurden mehrere Stelen gefunden. |
| Ain al-Aziz     |                                     |                          | Römerzeit                  |                                                                     |
| Ain Birbiyya    | Tempel des Amun-Nacht               | Amun-Nacht, Hathor       | griechisch-römische Zeit   |                                                                     |
| Smint el-Charab | Tempel für Tutu, Neith und Tapschai | Tutu, Neith und Tapschai | Römerzeit                  |                                                                     |

### Baharija
| Ort                           | Tempel                                  | verehrte Gottheit(en)         | Bauzeit                  | Anmerkungen |
| ----------------------------- | --------------------------------------- | ----------------------------- | ------------------------ | --- |
| El-Bawiti                     | Tempel von el-Bawiti                    | ?                             | 26. Dynastie             | Zeit des Amasis, etwa zeitgleich zu den Kapellen von Ain el-Muftilla. Tempel ist heutzutage verschwunden, einst wohl in Qārat asch-Schaich Sūbī. Möglicherweise Totentempel des Djed-chons-ef-anch. |
| El-Bawiti                     | Tempel des Herakles                     | Herakles = Chons              | Römische Zeit            | Errichtet unter Kaiser Octavian Augustus, 21 v. Chr. 1996 entdeckt. |
| El-Qasr                       | Tempel des Bes                          | Bes                           | Ptolemäerzeit            | Der Lemziegeltempel wurde bis ins 4. nachchristliche Jahrhundert genutzt. 1988 entdeckt. |
| Ain el-Muftilla               | Vier Kapellen                           | Bastet, Mihōs (Mahes), Osiris | 26. Dynastie             | Kapellen stammen aus Zeit des Amasis, Stadt- und Tempelbezirk gehen auf Neues Reich zurück. |
| Et-Tibniyya (Qaṣr al-Miqīṣba) | Steinerne Kapelle, sog. Alexandertempel | Amun-Re                       | Ptolemäerzeit            | Zurzeit Alexanders des Großen errichtet. |
| Qasr el-Mi'ysra               | Tempelreste                             | ?                             | Griechisch-römische Zeit | Tempel im römischen Stil. |

### Siwa
| Ort            | Tempel           | verehrte Gottheit(en) | Bauzeit                  | Anmerkungen                                                      |
| -------------- | ---------------- | --------------------- | ------------------------ | ---------------------------------------------------------------- |
| Aghurmi        | Ammoneion        | Amun                  | 26. Dynastie             | Errichtet von Amasis.                                            |
| Umm Ubaida     | Tempel des Amun  | Amun-Re               | 30. Dynastie             | Kalksteintempel, erbaut von Wenamun zur Zeit des Nektanebos’ II. |
| Bilad ar-Rum   | Dorischer Tempel |                       | Ptolemäerzeit            | Fälschlicherweise als Grab Alexanders d. Gr. angesehen.          |
| Chamisa        | Kalksteintempel  |                       | griechisch-römische Zeit |                                                                  |
| Ain Qureischat | Kalksteintempel  |                       | Ptolemäerzeit            |                                                                  |
| Abu Schuruf    | Kalksteintempel  |                       | Römerzeit                |                                                                  |
| Az-Zaitun      | Kalksteintempel  |                       | Römerzeit                |                                                                  |

## Sinai
| Ort               | Tempel        | verehrte Gottheit(en) | Bauzeit          | Anmerkungen |
| ----------------- | ------------- | --------------------- | ---------------- | --- |
| Serabit el-Chadim | Hathor-Tempel | Hathor, Sopdu         | 12. Dynastie     | Kultgrotten der Hathor und des Sopdu stammen aus Zeit von Amenemhet III. und Amenemhet IV., Vorhöfe des Tempels wurden erst in 18. bis 20. Dynastie angelegt. |
| Timna             | Hathor-Tempel | Hathor                | 19./20. Dynastie | Unterhalb eines Felsvorsprungs errichtet. Kultbetrieb von Sethos I. bis Ramses V. 1969 von Beno Rothenberg entdeckt.                                          |
|                   |               |                       |                  | |